# عريضات الأبواغ
عَريضاتُ الأَبْواغ (الاسم العلمي: Platysporina) هي رتيبة من المواخط تتبع طائفة مخاطيات الأبواغ من شعبة اللاسعات.

## فصائل
- الميخوطية